# Carcelia quinta
Carcelia quinta là một loài ruồi trong họ Tachinidae.